# エリファレット・ブラウン・ジュニア

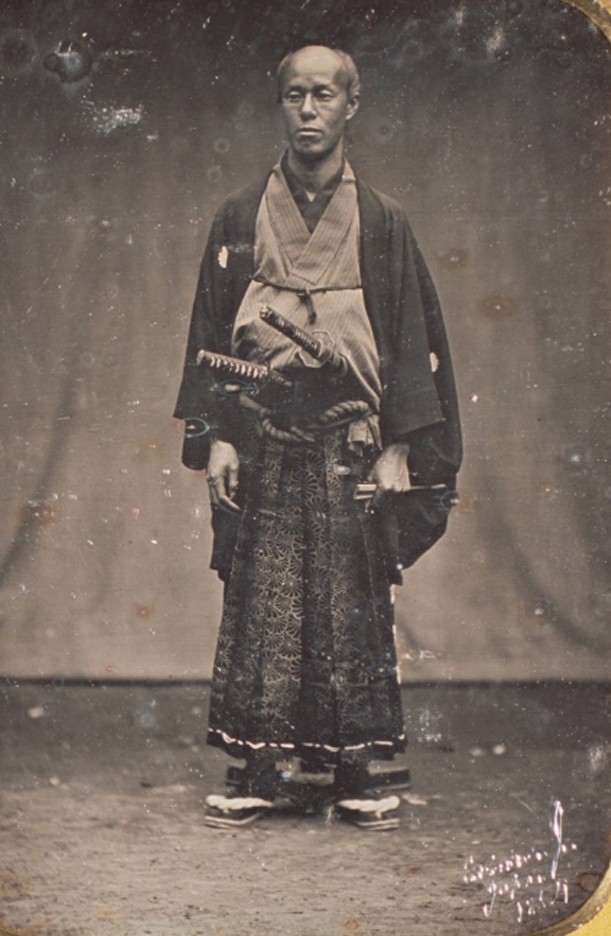
エリファレット・ブラウン・ジュニアが撮影した『田中光儀像』。首おさえ台が見え、長時間露光が窺える

エリファレット・ブラウン・ジュニア（Eliphalet Brown Jr.、1816年 - 1886年）は、アメリカ合衆国の画家・写真家。
日本においては、黒船来航時にペリーに随行した写真家として知られている。寄港した琉球や日本で、自然や人物をダゲレオタイプ（銀板写真）で撮影した。このうち人物写真6点が現存している。ブラウンが撮影した銀板写真は、現存する日本最古の写真とされ、日本国内で日本人を撮影した現存最古の写真群である。

## 生涯
1816年、アメリカ合衆国マサチューセッツ州ニューベリーポートに生まれる。若くしてニューヨークに出て商業的な画家となり、肖像画や歴史画、風景画などを手掛けた。
弟のジェームズも画家であった。ダゲレオタイプの技術に触れたのはジェームズが先で、エリファレットは弟からダゲレオタイプ撮影技術を習得した。
1852年、マシュー・ペリーの日本遠征に随行。アメリカ合衆国海軍のマスター・メイト（Master's mate. 「衛生伍長代理助手」という訳もある）という身分を与えられた。同様にペリー一行に同行した画家にはヴィルヘルム・ハイネがいる。
1853年5月、琉球王国那覇の天久聖現寺（天久山聖現寺）で地元住民を撮影した記録が残る。ブラウンは、そのほか下田・箱館・横浜などの上陸地で人物・風景・建築を撮影した。
横浜に近い石川郷（横浜市中区石川町）の名主が記した『亜墨理駕船渡来日記』（武相叢書に収録）には、1854年4月（嘉永7年2月）に石川郷でブラウンが写真撮影をおこなった様子が記されており、「写真鏡」が描写されている。箱館には1854年5月17日（旧暦4月21日）から6月3日（旧暦5月8日）まで滞在し、実行寺にスタジオを構えた。
ブラウンの撮影した写真をもとに木版画やリトグラフが制作され、『ペリー提督日本遠征記』に収録された。ペリーの遠征中、ブラウンは400点以上のダゲレオタイプを撮影したと主張しているが、後述の通りほとんどの写真原版は失われ、現存する写真は6点のみである（2006年現在）。
ブラウンは帰国後もアメリカ海軍にとどまり、自己の旧作管理を除いて写真や版画の制作から離れた。地中海艦隊提督秘書などを務めたあと1875年に退役。1886年にニューヨークで死去。

## 作品

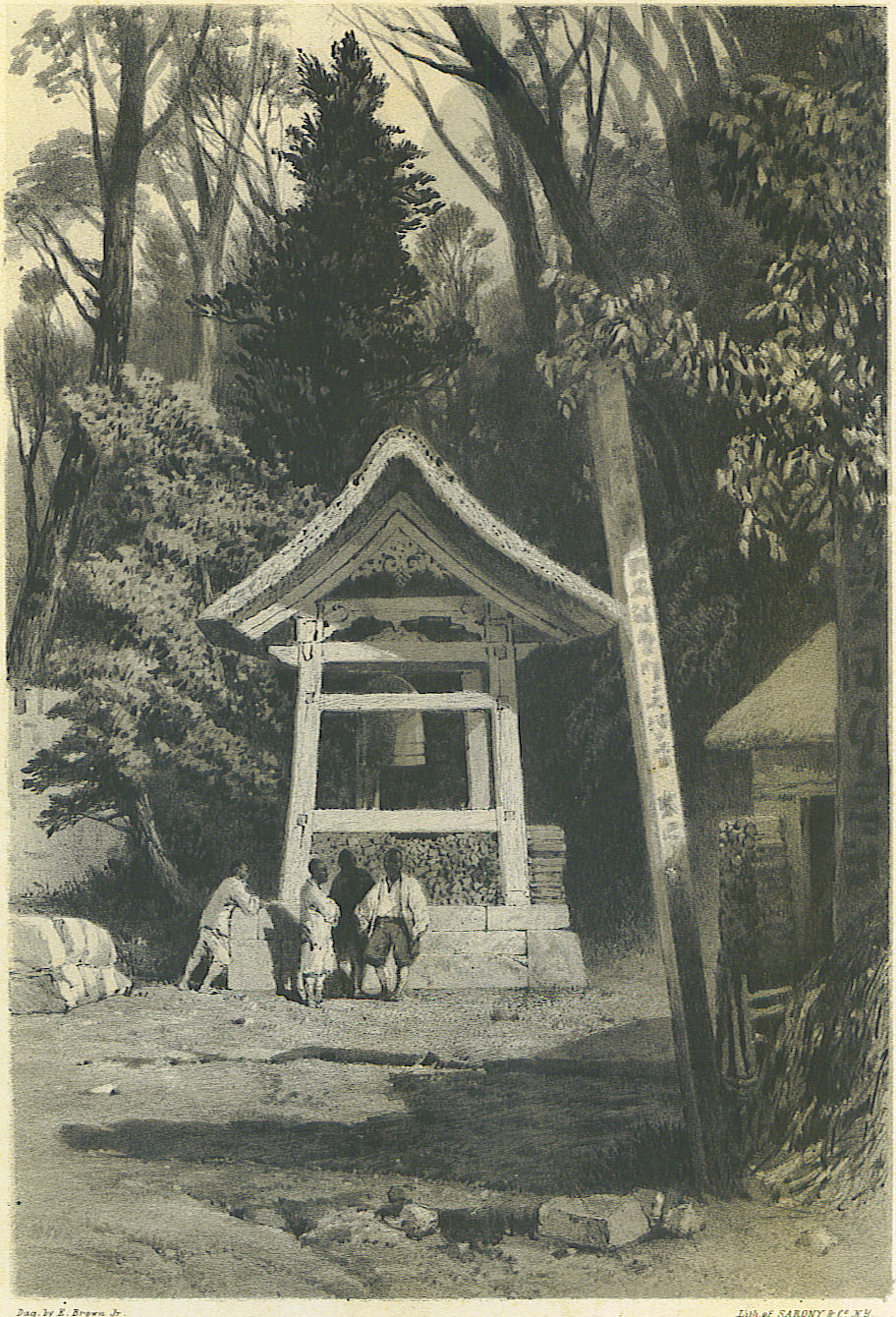
下田の鐘楼。ブラウンのダゲレオタイプをもとに製作されたリトグラフ

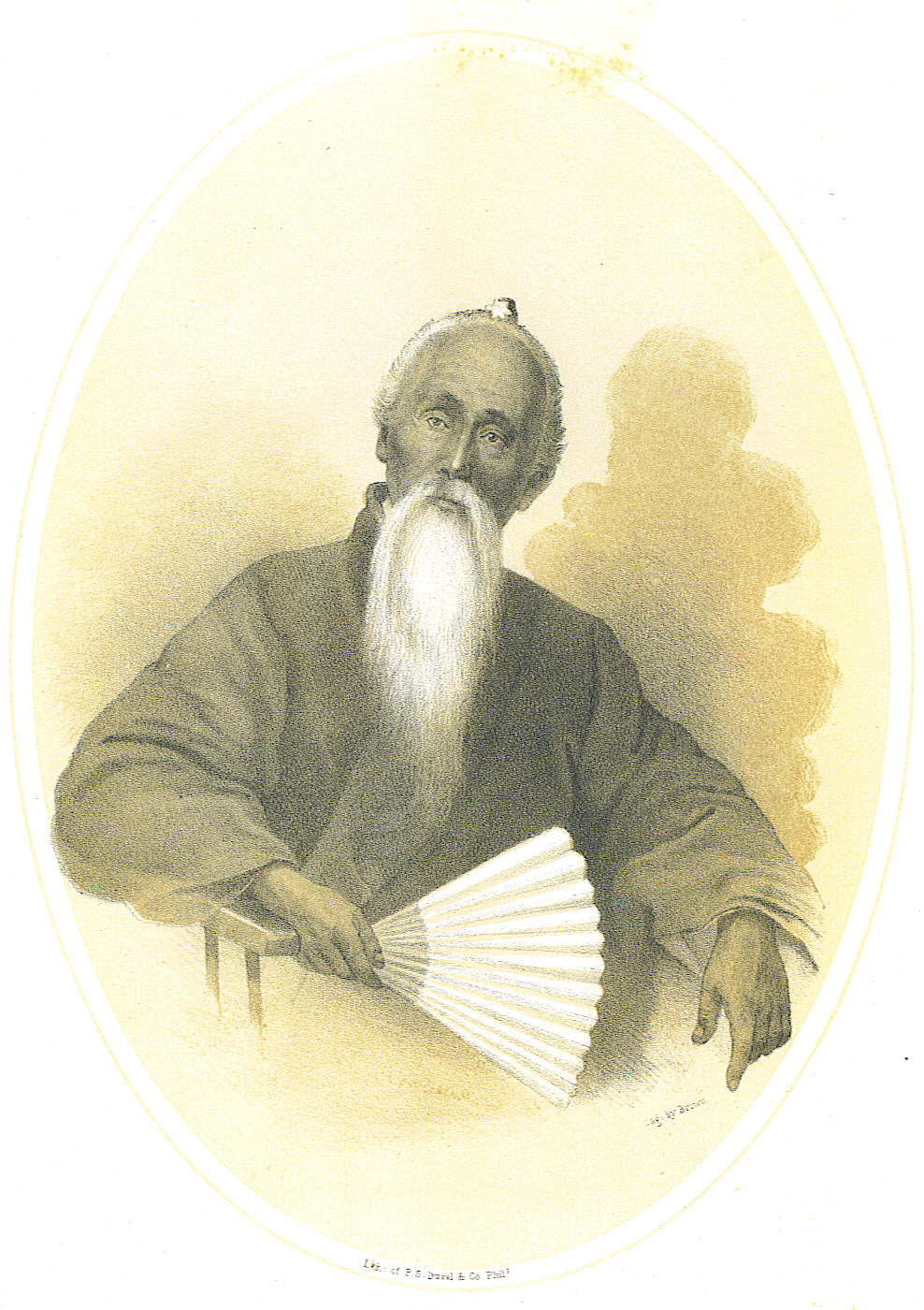
那覇の高官。ブラウンのダゲレオタイプをもとに製作されたリトグラフ

ブラウンがペリーに同行した際に撮影したダゲレオタイプで現存するものは、以下の6点のみである。ブラウンが制作したダゲレオタイプは、『ペリー提督日本遠征記』出版のためいくつかの印刷所に預けられていたが、1856年にそのうちのひとつデュバル社が火災で焼失。また、ほかの会社に預けられたものも紛失したとされる。
日本国内に現存するブラウンのダゲレオタイプ5点は、2006年6月9日付で日本の重要文化財に指定された。うち、松前藩関係者である松前・遠藤・石塚の写真には添状が付属しており、いずれも箱館で撮影されたこと、1854年6月1日にペリーから贈られたものとする旨が英文で記されている。ペリー側の通訳ウィリアムズの日記によれば、手渡しは5月24日とあるが、遠藤・石塚の写真裏にはペリーから贈られたものとする趣旨が漢文で記され、日付は「甲寅五月初六日（旧暦5月6日）」とあり、横浜美術館では6月1日の手渡しを裏付けるものとしている。
- 『松前勘解由と従者像』（1854年。松前町所有、松前町郷土資料館保管） - 日本国の重要文化財[12][13][14]。
松前は松前藩家老。箱館においてペリーの主席応接掛を務めた[5]。
- 『遠藤又左衛門と従者像』（1854年。横浜市所有、横浜美術館保管） - 日本国の重要文化財[15][16][17]
遠藤は松前藩江戸藩邸用人で、箱館においてペリーの応接係を務めた[5]。
- 『石塚官蔵と従者像』（1854年。個人所有、函館市寄託、函館市立函館博物館保管） - 日本国の重要文化財[18][19][20]
石塚は松前藩勘定奉行[21] で、松前勘解由の配下としてペリーとの応接にあたった。この写真のオリジナルの銀板は劣化が著しいが、劣化進行以前に作成された複製により、画像が確認できる[22][23]。
- 『黒川嘉兵衛像』（1854年。個人所有、日本大学芸術学部写真学科寄託[5]） - 日本国の重要文化財[24][25][26]
黒川は幕臣。ペリーの来航時・再来時に浦賀奉行組頭として交渉事務にあたった。
- 『田中光儀像』（1854年。個人所有、東京都写真美術館寄託） - 日本国の重要文化財[27][28][29]
田中は幕臣。浦賀奉行所与力としてペリーとの交渉にあたった。
- 『名村五八郎像』（1854年。ホノルル・ビショップ博物館蔵）
名村は通詞。日米和親条約締結交渉の通訳にあたった[30]。

日本の重要文化財指定の5点のうち、田中光儀像はクオータープレート（10.5x8.2センチ）、他の4点はハーフプレート（約14x11センチ）である。

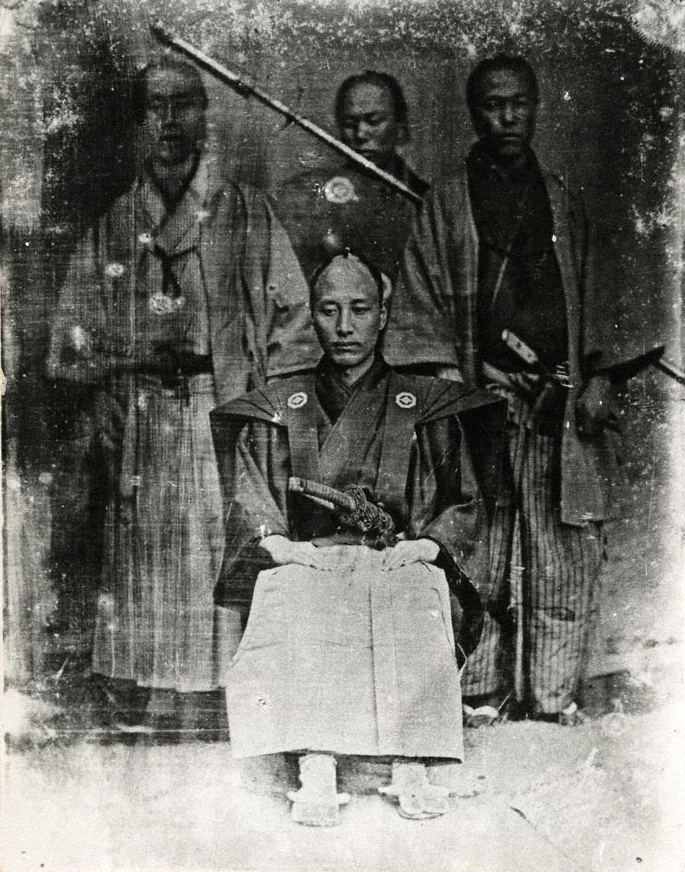
松前勘解由と従者像
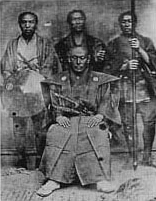
石塚官蔵と従者像（複製写真）

## 備考
- 写真家のエバレット・ケネディ・ブラウン (Everett Kennedy Brown) は末裔。アメリカ生まれのエバレットは、フォトジャーナリストとしてアジアを中心に活動したのち、日本に定住。湿板写真による作品を発表している[32][33]。